# RIZAPグループ
RIZAPグループ株式会社（ライザップグループ、英: RIZAP GROUP, Inc.）は、東京都新宿区に本社を置く、健康食品やダイエット食品の製造・販売、スポーツクラブ経営などを行っている子会社を総括する持株会社。

## 概要
瀬戸健が2003年4月に設立した、健康食品等の通信販売を手がける健康コーポレーションを起源としている。「結果にコミットする」をキャッチフレーズに2-3カ月で大幅な体重減と体型改善を目指すパーソナル・トレーニングジム「RIZAP」事業の急成長と、美容や健康、アパレル分野などへの積極的なM&Aにより事業規模を急拡大させている。現在の法人は2016年に健康コーポレーションの持株会社化により社名変更したもの。社名の「RIZAP」は「RISE」と「UP」を組み合わせた造語で、“どん底の状態からでも、その人が望む限り、必ず高く飛躍できる”という意味が込められているという。
札幌証券取引所の新興企業向け市場アンビシャスに上場している  が、筆頭株主のCBM株式会社（創業者である瀬戸健の資産管理会社）を含め、瀬戸健の一族で6割以上の株式を所有し、実質的に同族経営を行っている。
2018年11月14日に、業績予想が赤字に転落する見込みとの状況を受け、当面は新規のM&Aを原則凍結する、不採算事業からの撤退・売却を行う、成長事業への経営資源集中などを柱とした構造改革を実施することを明らかにした。

## chocoZAP

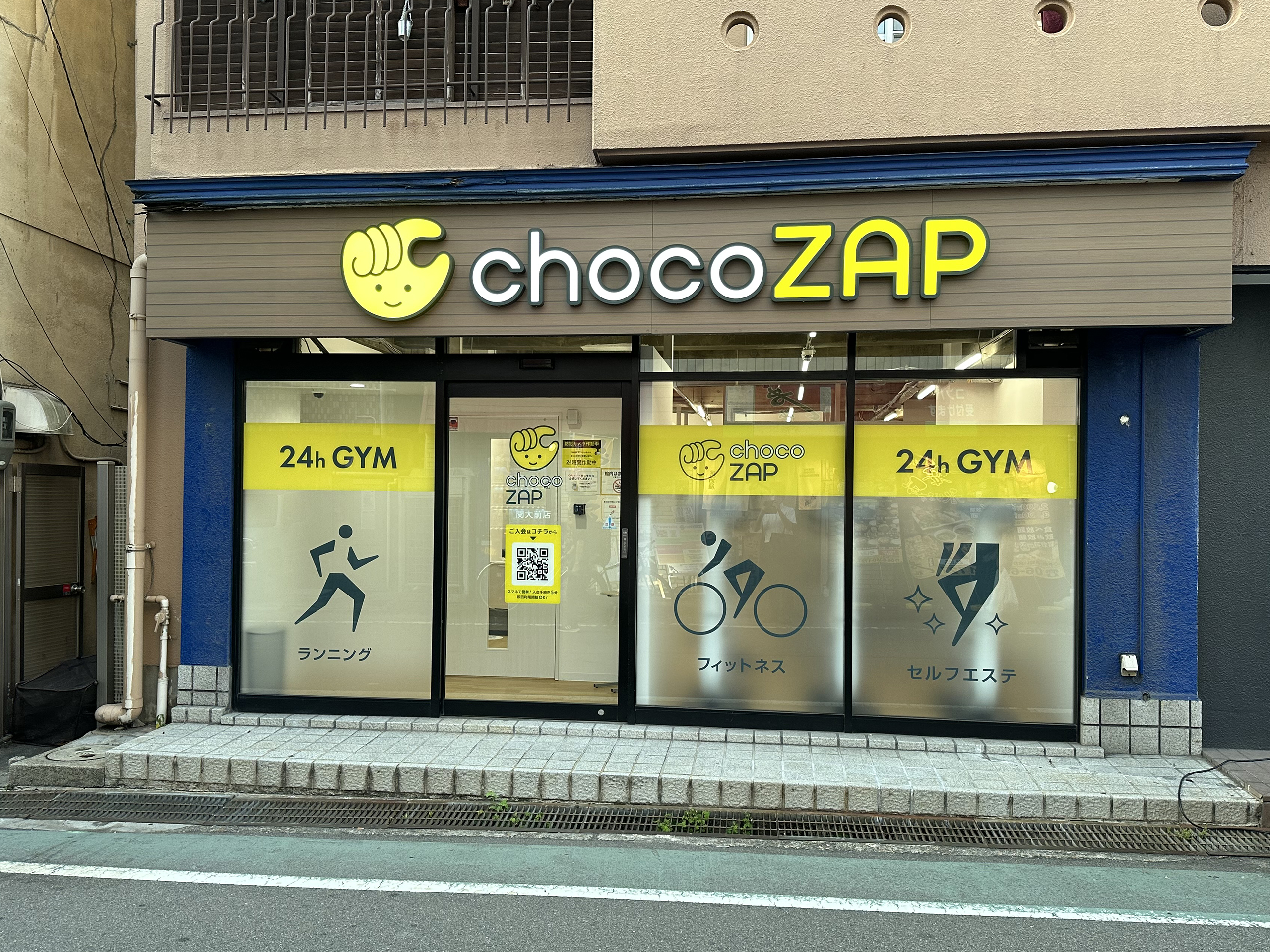
chocoZAP関大前店外観（2023年、大阪府吹田市）

2022年7月からは、ライトユーザー向けの安価な無人小型トレーニング店「chocoZAP」（チョコザップ）の運営を開始し、急速に店舗数と会員数を伸ばしている。
会員は24時間365日利用できる。着替えや靴の履き替えが不要で運動ができることを売りとしている。入店と退店はアプリ内のQRコードで行う。店舗内は常駐スタッフが基本不在であり、AIカメラが常時監視。利用者が動かないなどの異常を検知するとアラートが発動。それにより対処が行われる。
当初は月額6000～7000円の24時間ジムとして参入する計画であったが、月額3000円ほどの価格で運営することとなった。トレーニング初心者の女性や高齢者をメイン層としている為、ダンベルなどのフリーウエイト器具は設置していない。セルフエステなどを導入している店舗も多い。その他にも店舗によってはカラオケ、洗濯機や乾燥機の導入など、フィットネス用途以外の設備を設けるなど、ジムに行き運動をするというハードルを下げている。町のサブスクのような存在を目指すとしており、オプションになりやすいこれらのサービスも基本料金内に含まれている。サービスによっては事前予約制となる。また、シャワーは設置されていない。
サービス名称について、本企業社長の瀬戸はRIZAPとは違って、利用者に日常的に気軽に使ってもらうことを目的として、敢えてダサい名前にしたと述べている。
2026年3月までに2800店を目指すとしている。2023年3月には店舗数が479店舗に達し、同年8月には880店、日本一の80万人会員に達し、2024年3月には1383店舗、112万4千人会員に達した。先行投資で事業当初は巨額赤字を計上したが、その後の会員数の増加で黒字に転じた。
2023年11月、chocoZAP事業で米国に進出。ロサンゼルスに新店舗を開いた。
2024年5月10日、日本平パーキングエリア（東名高速道路上り線）に「日本平PA（上り）店」をオープン。高速道路では初の出店となる。会員以外でも気軽に利用ができるようにchocoZAPとしては初めてとなる都度払いの料金プランも導入する。
2024年5月21日、宮崎県宮崎市に「宮崎南花ヶ島店」をオープンした。これにより、全ての都道府県に出店したことになる。同月には店舗数が約1500店となる。
2024年10月15日、大阪府堺市堺区のクボタグローバル技術研究所内に初の単独企業内店舗となる「クボタ グローバル技術研究所店」をオープンした。クボタの施設内に入居かつ同企業従業員の専用店舗としているため、一般会員の利用はできない。
ジム以外の歯のセルフホワイトニングやセルフ脱毛を「24時間使い放題!」としながら実際に利用できる時間は限られていたなどとして、消費者庁は運営会社のRIZAPに対し2024年8月8日付で景品表示法違反（優良誤認表示）で再発防止を求める措置命令を出した。インフルエンサーに対価を払い、SNSに高評価を書き込むよう依頼して投稿させたのに、自社ウェブサイトに転載する際にその旨を明記しなかった点も景品表示法が規制するステルスマーケティングに当たるとして、併せて措置命令を出した。

## 沿革
- 2003年4月 - 健康食品の通信販売を目的として、東京都中野区に健康コーポレーション株式会社（初代）を設立[32] 。
- 2005年6月 - 食品事業の研究・開発を目的として、健康ベーカリー株式会社を子会社化
- 2006年5月 - 札幌証券取引所アンビシャスに上場。
- 2006年9月 - ネット広告におけるノウハウの事業利用を目的として、健康アド株式会社を設立
- 2006年10月 - 投資事業を行うことを目的として、健康パートナーズ株式会社を設立
- 2006年11月 - 食品分野における投資事業を行うことを目的として、健康アグリマリーンゲート株式会社を設立
- 2006年11月 - 広告代理店業を行うことを目的として、株式会社ピーズを設立
- 2006年11月 - 米国における健康食品販売を目的として、米国現地法人 Kenkou USA,Inc. を設立
- 2006年12月 - 通信販売の商品ライン拡充のため生鮮魚介類加工品の製造販売を行う株式会社丸主中柏水産（現：株式会社マルヌシ）に出資し子会社化
- 2006年12月 - Web広告の強化、インターネット上の顧客拡大を目的としてインターネット広告等の事業を行う株式会社アクディアの株式を取得し子会社化
- 2007年1月 - 通信販売の商品ライン拡充のため美容機器等の製造販売を行う株式会社ジャパンギャルズの株式を取得し子会社化。
- 2007年3月 - 原材料・資材の安定的供給のため食品原材料や包装資材の輸入販売を行うシステムパーツ株式会社の株式を取得し子会社化
- 2007年3月 - 委託販売事業での展開を目的として健康食品や薬品の販売を行う株式会社ラピーの株式を取得し子会社化
- 2007年7月 - 食品分野の商品ライン拡充のため乳製品の製造販売を行う株式会社弘乳舎の株式を取得し子会社化
- 2007年9月 - 持株会社に移行し、商号を健康ホールディングス株式会社に変更。同時に健康コーポレーション株式会社（2代）を設立し、全事業を承継させた[33]。
- 2008年4月 - 美容関連事業の安定化のため美容機器の輸入業務等を行うBijin株式会社（2010年10月株式会社ジャパンギャルズに合併）の株式を取得し子会社化
- 2010年5月 - グローバルメディカル研究所株式会社（現：RIZAP株式会社）を設立
- 2011年12月 - 化粧品類の企画・開発力の強化のため化粧品類の開発、製造販売を行うミウ・コスメティックス株式会社（現：株式会社FUNWORK）の株式を取得し子会社化
- 2011年12月 - 商品ライン拡充及び製造ライン強化のためサプリメントやコスメティック商材の企画・卸売（OEM）を行う株式会社アスティ（現：株式会社ジャパンギャルズSC）の株式を取得し子会社化
- 2011年12月 - コールセンター業務の営業力向上・拡大のためテレマーケティングサービス・コールセンター事業を行うエムシーツー株式会社の株式を取得し子会社化
- 2012年1月 - 事業子会社の健康コーポレーション株式会社（2代）を吸収合併し、商号を健康コーポレーション株式会社（3代）に変更[34]。
- 2012年4月 - 顧客基盤の拡大と通信販売事業における競争力の強化を目的としてマタニティ関連商品、内祝いギフト関連商品等の販売を行う株式会社エンジェリーベ（2022年3月マルコ株式会社に合併）の株式を取得し子会社化
- 2012年5月 - エムシーツー株式会社がエムシーツーオフィス株式会社（2012年12月エムシーツー株式会社に合併）の株式を取得し、子会社化
- 2012年10月 - 健康フードサービス株式会社（現：RIZAPイノベーションズ株式会社）を設立
- 2013年4月 - 株式会社ジャパンギャルズの会社新設分割により株式会社JG Beauty（2014年6月株式会社アスティに合併）を設立
- 2013年8月 - オリジナル化粧品類の企画・開発力強化のため、化粧品の製造工場を有する日本リレント化粧品株式会社（2014年2月株式会社イデアインターナショナルに合併）の株式を取得し子会社化
- 2013年9月 - JASDAQグロースに上場する株式会社イデアインターナショナル（現：BRUNO株式会社）と資本業務提携契約を締結し第三者割当増資を引受け子会社化。
- 2013年9月 - アパレル関連事業の業容拡大のため、婦人既製服の企画、製造、販売を行う株式会社馬里邑の株式を取得し子会社化。
- 2013年12月 - パーソナルトレーニングジム「RIZAP（ライザップ）」を運営するグローバルメディカル研究所株式会社が、商号をRIZAP株式会社に変更。
- 2014年1月 - JASDAQスタンダードに上場する株式会社ゲオディノス（現：SDエンターテイメント株式会社）の株式を取得し、子会社化。
- 2014年1月 - 最先端IT技術を活用したネットマーケティングと当社の有する集客スキームの連携により、効果的な広告宣伝活動を行うことを目的に株式会社DropWave（後：株式会社Xio、現：株式会社ジャパンゲートウェイ）の株式を取得し子会社化
- 2014年5月 - アパレル関連事業の業容拡大のため、婦人服、紳士服の企画及び販売を行う株式会社アンティローザの株式を取得し子会社化
- 2014年12月 - 当社グループの広告宣伝の質を向上させることを目的に株式会社エーエーディ（2016年4月北斗印刷株式会社に合併）の株式を取得し、子会社化
- 2015年3月 - 東京証券取引所マザーズに上場する夢展望株式会社の第三者割当増資を引受け子会社化
- 2015年5月 - グループ戦略上の業容拡大を目的としてエムシーツー株式会社の全株式をSDエンターテイメント株式会社に譲渡
- 2015年7月 - 当社グループの印刷業の業容拡大のため、北斗印刷株式会社の株式を取得し子会社化
- 2016年2月 - 住宅事業等を行う株式会社タツミプランニング（現：株式会社タツミマネジメント）の株式を取得し子会社化
- 2016年4月 - 書籍出版による新たな収益源創出と当社グループ戦略上の業容拡大のため株式会社日本文芸社の株式を取得し子会社化
- 2016年4月 - アパレル関連事業業容拡大のため、婦人服、服飾雑貨の企画、製造、販売を行う株式会社三鈴の株式を取得し子会社化
- 2016年5月 - JASDAQスタンダードに上場する株式会社パスポート（現：株式会社HAPiNS）の第三者割当増資を引受け子会社化
- 2016年5月 - 富裕層向けの医療、美容、健康を中心とした美容・ヘルスケア分野に係る予約サイト事業を目的に株式会社エンパワープレミアムの株式を取得し、子会社化
- 2016年7月 - 会社分割により事業部門を健康コーポレーション株式会社（4代）に分社した上で持株会社体制へ移行し、商号をRIZAPグループ株式会社に変更[35]。
- 2016年7月 - 東京証券取引所市場第二部に上場するマルコ株式会社（現：MRKホールディングス株式会社）の第三者割当増資を引受け子会社化
- 2017年2月 - 東京証券取引所市場第一部に上場する株式会社ジーンズメイト（現：REXT株式会社）の株式を公開買付及び第三者割当増資を引受け子会社化
- 2017年3月 - 当社グループの印刷業の業容拡大を目的に、株式会社エス・ワイ・エスの株式を取得し子会社化
- 2017年3月 - JASDAQグロースに上場する株式会社ぱど（現：株式会社Success Holders）の第三者割当増資を引受け子会社化。
- 2017年4月 - 当社子会社である夢展望株式会社が、宝飾品の小売業を展開する株式会社トレセンテの株式を取得し子会社化
- 2017年6月 - 東京証券取引所第二部に上場する堀田丸正株式会社の第三者割当増資を引き受け子会社化
- 2017年8月 - 家電製品、美容家電、美容機器等の中核的な生産拠点としての整備を目的に、株式会社五輪パッキング（現：RIZAPインベストメント株式会社）の株式を取得し子会社化
- 2017年12月 - 当社子会社であるRIZAP株式会社が、スポーツ分野強化を目的に、スポーツ用品販売を専門的に行っている株式会社ビーアンドディーの株式を取得し子会社化[36][37]。
- 2018年3月 - JASDAQスタンダードに上場する株式会社ワンダーコーポレーション（現：REXT Holdings）の第三者割当増資の引受け及び公開買い付けにより子会社化[38]。
- 2018年3月 - さらなるフリーペーパー事業の強化及び女性向けマーケティング基盤の取得を目的に、リビング新聞及びシティリビングの発行等を行うサンケイリビング新聞社の株式を取得し子会社化。
- 2018年4月 - 株式会社三栄建築設計（現：株式会社メルディア）と合弁で株式会社メルディア RIZAP 湘南スポーツパートナーズを設立し、株式会社湘南ベルマーレを子会社化[3]。
- 2018年9月 - 創建ホームズ株式会社を子会社化
- 2018年10月 - 子会社のマルコ株式会社が持株会社体制へ移行し、MRKホールディングス株式会社設立[39]。
- 2018年12月 - 子会社であるSDエンターテイメント株式会社が同社のエンターテイメント事業を新設分割し、新設会社の全株式をスガイディノスホールディングス株式会社に譲渡。
- 2019年1月 - 子会社である株式会社ジャパンゲートウェイの全株式を株式会社萬楽庵に譲渡[40]。
- 2019年3月 - RIZAP株式会社が、RIZAPイノベーションズ株式会社を合併。
- 2019年4月 - グループ再編を行い、中核子会社（10社）およびその傘下のグループ会社群から構成される体制に再編・集約。また、機能子会社としてRIZAPトレーディング株式会社を設立[41]。
- 2019年5月 - 子会社である株式会社タツミプランニング（現：株式会社タツミマネジメント）が同社の戸建住宅事業・リフォーム事業を新設分割し、新設会社の全株式を高松建設株式会社に譲渡[42]。吉野家で「ライザップ　牛　サラダ」販売開始。
- 2019年12月 - 株式会社ぱど（現：株式会社Success Holders）の保有全株式を、畑野幸治による株式公開買付けに応募し譲渡[43]。
- 2020年3月 - 株式会社三鈴の株式をITbookホールディングス株式会社の子会社である東京アプリケーションシステム株式会社に譲渡[44]。
- 2020年4月30日 - 連結子会社の株式会社サンケイリビング新聞社の「あんふぁん」「ぎゅって」事業[注釈 1]を株式会社小学館集英社プロダクションの新設子会社である株式会社こどもりびんぐに譲渡[45]。
- 2020年12月29日 -子会社である 株式会社エス・ワイ・エスおよび北斗印刷株式会社の株式を、株式会社シスコ[注釈 2]に譲渡。両社はグループの連結対象から外れる[46]。
- 2021年3月30日 - 子会社である株式会社日本文芸社の全株式を、株式会社メディアドゥに譲渡[47]。
- 2021年3月- 子会社である株式会社ワンダーコーポレーション、株式会社HAPiNS、株式会社ジーンズメイトが上場廃止[48][49]
- 2021年4月1日 - 株式会社ワンダーコーポレーション、株式会社HAPiNSおよび株式会社ジーンズメイトの3社の共同株式移転により、REXT株式会社（初代）が発足[50]。REXT株式会社が東京証券取引所JASDAQスタンダード市場に上場。
- 2021年10月 - 子会社である株式会社イデアインターナショナルがBRUNO株式会社へ商号変更
- 2022年3月28日 - 子会社であるREXT株式会社（初代）が上場廃止
- 2022年3月30日 - REXT株式会社（初代）が株式併合を行い、完全子会社となる[51][52]。
- 2022年5月27日 -  子会社である株式会社ワンダーコーポレーションが吸収合併によりREXT株式会社（初代）の権利義務全部を承継
- 2022年6月 -  子会社である株式会社ワンダーコーポレーションが株式会社HAPiNS、株式会社ジーンズメイトの管理機能を吸収分割により承継し、REXT Holdings株式会社に商号変更
- 2022年6月 -  子会社である株式会社ジーンズメイトが株式会社ワンダーコーポレーション、株式会社HAPiNSの事業運営機能を吸収分割により承継し、REXT株式会社（2代目）へ商号変更[53][54]
- 2022年6月2日 - RIZAPテクノロジーズ株式会社を設立
- 2022年9月 - RIZAP株式会社においてコンビニジム「chocoZAP（チョコザップ）」の本格展開を開始
- 2022年10月 - 子会社である堀田丸正株式会社が、株式会社吉利を吸収合併[55]
- 2022年12月9日 - 子会社であるBRUNO株式会社が、株式会社HAPiNSを吸収合併
- 2023年1月 - 本社を東京都新宿区西新宿八丁目に移転
- 2023年2月 - chocoZAP店舗数が300店に達する
- 2023年3月 - 子会社であるBRUNO株式会社が、同社子会社の株式会社シカタを売却
- 2023年7月 - 子会社であるBRUNO株式会社に、株式会社ジャパンギャルズの全株式を譲渡[56]
- 2023年8月 - chocoZAP店舗数が880店に達する
- 2023年11月 - chocoZAPブランド開始から約1年5ヵ月で、会員数が101.0万人となり、会員数日本一記録を更新した。[57]
- 2023年11月 - 創建ホームズ株式会社の全株式を、株式会社モリモトに譲渡[58]
- 2024年5月、chocoZAP店舗数が約1500店に達する[27]
- 2024年6月、SOMPOホールディングスと資本提携し、SOMPOは第三者割当増資を引き受けてRIZAP株式会社に対する議決権行使比率を23%とする[27]

## グループ会社
以下はすべて連結子会社である。
- RIZAP株式会社 - ボディメイク事業、chocoZAP事業、その他RIZAP関連事業（ゴルフ・英会話等）
  - RIZAP ENGLISH株式会社
- 健康コーポレーション株式会社 - 化粧品、美容機器及び健康食品販売事業
- 健康メディカルサービス株式会社 - 医療機関コンサルティング、マーケティング支援、医療周辺サービスのご提供
- 健康コミュニケーションズ株式会社 - コンタクトサービス（コールセンターの運営・構築・CRMなど）メーリングサービス、ロジスティクスサービス
- MRKホールディングス株式会社【東証スタンダード：9980】
  - マルコ株式会社 - 体型補整用婦人下着の販売、マタニティ及びベビー関連事業
  - MISEL株式会社 - 婚礼・宴会関連事業、美容関連事業の運営
- BRUNO株式会社【東証グロース：3140】 - 住関連ライフスタイル商品製造卸売事業、住関連ライフスタイル商品小売事業（インテリア雑貨店「BRUNO」、「TRAVEL SHOP MILESTO」、「GOOD GIFT GO」）、デザイン事業
  - 株式会社ジャパンギャルズ（愛媛県四国中央市） - 美容全般企画開発・各種商品企画OEM(オリジナル)・化粧品製造販売
    - 株式会社ジャパンギャルズSC - 美容全般企画・各種商品企画OEM(オリジナル)・化粧品販売・健康食品販売
    - LOOKS株式会社 - 美容全般企画開発・各種商品企画OEM(オリジナル)・化粧品製造販売
    - JAPANGALS INTERNATIONAL LIMITED
- REXT Holdings株式会社【東証JASDAQ：3344】
  - REXT株式会社（2代）【東証1部：7448】 - ゲーム・音楽・DVD・書籍などを扱うエンタテインメント専門店「WonderGOO」、高価買取・安心価格のリユース・エンタテインメントショップ「WonderREX」、音楽・映像ソフト専門のエンタテインメントショップ「新星堂」、インテリア雑貨ショップ「HAPiNS」 ジーンズを中心としたカジュアルウェアの専門小売店「ジーンズメイト」の運営
  - 株式会社Vidaway - 総合メディアショップ「TSUTAYA」「バトロコ」の運営
  - 株式会社音光 - 記録メディア、音楽映像ソフト、音響映像関連の雑貨など卸販売
    - 株式会社BIG - CD/DVDセルショップ運営

  - 株式会社D&M - サポーター製造販売
  - 株式会社Tポイントパートナーズつくば
  - 株式会社ワンダーネット（事業停止）
  - 株式会社テトラフィット（事業停止）
- 株式会社アンティローザ - 婦人・紳士服の企画販売
- 夢展望株式会社【東証グロース：3185】 - 衣料品・靴及び雑貨等のインターネット通信販売、玩具・雑貨等のOEM及び生産管理 その他（広告販売、卸売、実店舗事業等）
  - ナラカミーチェジャパン株式会社 - アパレル事業
  - 株式会社トレセンテ - ジュエリー事業
  - 夢新開發（香港）有限公司 - トイ事業
    - 夢展望貿易（深圳）有限公司 - トイ事業
- SDエンターテイメント株式会社[59]【東証スタンダード：4650】 - フィットネス事業、保育事業、介護事業、オンラインクレーンゲーム事業、不動産賃貸事業、EC事業
  - エムシーツー株式会社 - コールセンター事業、カウネット代理店事業等
    - ITグループ株式会社 - 保育事業、介護事業等

  - 株式会社フォーユー - クリエーション
- 堀田丸正株式会社【東証スタンダード：8105】 - 和装品・宝飾品・和装小物・婦人用品の卸売販売および意匠撚糸の製造・卸売販売
  - 堀田（上海）貿易有限公司
- 株式会社メルディアRIZAP湘南スポーツパートナーズ
  - 株式会社湘南ベルマーレ - サッカークラブ運営、それらに関連する一切の業務
- 株式会社五輪パッキング - 電気部品の加工、販売及び各種パッキングの製作販売
  - PHILIPPINE ADVANCED PROCESSING TECHNOLOGY,INC
- 株式会社サンケイリビング新聞社[注釈 3] - サンケイリビング新聞およびシティリビングの発行とそれに付帯関連する事業
- 一新時計株式会社 - 時計輸入及び卸し、時計小売業
- RIZAPインベストメント株式会社
- RIZAPテクノロジーズ株式会社
- RIZAPビジネスイノベーション株式会社
- RIZAPトレーディング株式会社
- RIZAPインターナショナル株式会社
- 株式会社馬里邑（休眠会社）
- タツミマネジメント株式会社（休眠会社）
- 株式会社ビーアンドディー（休眠会社）

過去のグループ会社
- 株式会社マルヌシ[60]
- 健康ベーカリー株式会社（北九州市八幡西区）
- 株式会社アクディア[61]
- Kenkou USA,Inc.
- 株式会社ラピー[62]
- 株式会社弘乳舎
- 株式会社ジャパンゲートウェイ
- 株式会社ぱど（現：株式会社Success Holders）
- 株式会社三鈴
- 北斗印刷株式会社
- 株式会社エス・ワイ・エス
- 株式会社日本文芸社
- 株式会社シカタ[63]
- 創建ホームズ株式会社

## テレビ番組
- 日経スペシャル カンブリア宮殿 爆速急拡大!「結果にコミット」の全貌 ライザップビジネスは本物か?（2018年2月8日、テレビ東京）[64]

## 提供番組
- 世界の何だコレ!?ミステリー（フジテレビ）
- 日曜ファミリア（フジテレビ）
- 火10ドラマ（関西テレビ）
- 中居正広の金曜日のスマイルたちへ（TBS）
- 新婚さんいらっしゃい!（ABCテレビ）

## 関連人物
- 竹中平蔵 - RIZAPグループアドバイザー[65]
- 藤田勉 - RIZAPグループアドバイザー[65]
- 仁平圀雄 - RIZAPグループアドバイザー[65]

歴代CM出演者
- 葵ゆりか
- 赤井英和
- 浅香唯
- 天野ひろゆき（キャイ〜ン）
- 生島ヒロシ
- 石田えり
- 市川九團次
- 井上公造
- 井上和香
- 梅沢富美男
- エド・はるみ
- 遠藤章造（ココリコ）
- 大神いずみ
- 大村崑（単独出演または妻・瑤子との共演）
- 香取慎吾（出演当時SMAP）
- 菊地亜美
- 木本武宏（TKO）
- 佐藤仁美
- しゅはまはるみ
- 嶋大輔
- ダレノガレ明美
- 仲宗根泉（HY）
- マッコイ斎藤
- 松平健
- 松村邦洋
- 峯岸みなみ（出演当時AKB48）
- 森永卓郎
- YUKINARI（元DA PUMP）
- ゆきぽよ
- LINA（MAX）
- 和地つかさ

他